# Дегтярёв, Максим Сергеевич
Максим Сергеевич Дегтярёв (укр. Максим Сергійович Дегтярьов; род. 30 мая 1993, Кировск, Луганская область) — российский и украинский футболист, нападающий.

## Биография
Начал профессиональную карьеру в 2011 году в украинском клубе «Сталь» Алчевск. 17 июля дебютировал в профессиональном футболе, заменив на 71 минуте Сергея Колесниченко в матче против «Львова» в котором забил свой первый гол на 78 минуте. После первого круга, подписал контракт с донецким «Металлургом», но на правах аренды вернулся в «Сталь» в которой играл до конца сезона.
В следующем сезоне вернулся в «Металлург», в котором лишь 4 раза попадал в заявку на матч, в основном играя в первенстве дублёров. С 2013 года начал привлекаться в основной состав клуба. Первый матч за основной состав сыграл 1 августа 2013 года в третьем квалификационном раунде Лиги Европы в матче против албанского клуба «Кукеси», заменив на 69 минуте Жуниора Мораеса. В этом матче имел шанс сравнять счёт, но попал в штангу, а чуть позже «Кукеси» забил второй мяч, что в итоге позволило выбить им «Металлург» из еврокубков.
В высшей лиге дебютировал в сезоне 2013/14 4 августа 2013 года, заменив Грегори Нелсона после первого тайма, в матче против «Черноморца».
В 2014 году вернулся в «Сталь». Первый матч после возвращения сыграл 4 апреля 2014 года, выйдя в основном составе против «Нивы» из Тернополя, но после окончания аренды вернулся в «Металлург», где после возвращения сыграл свой первый матч в стартовом составе 25 июля 2014 года, в матче против «Днепра», но получил повреждение, и был заменён в конце первого тайма, также провел 26 минут в сумме против «Олимпика» и «Ильичёвца». В итоге после окончания первого круга не полетел вместе с донецким «Металлургом» на турецкой сбор, получив предложение искать вариант для аренды. Клуб предлагал ему возможность работы в Грузии или Казахстане, но Дегтярёв решил остаться на Украине, продолжив играть в дубле «Металлурга».
В 2015 году перешёл в «Авангард» Краматорск. Первый матч сыграл 15 августа 2015 года, выйдя в основном составе против клуба «Оболонь-Бровар». В той встрече получил предупреждение на 36 минуте, а после первого тайма был заменён. 22 августа вышел в основе в матче за кубок Украины, но голов так и не забил, а клуб вылетел с турнира. 31 августа забил свой первый гол за новый клуб, в ворота клуба «Горняк-Спорт», что помогло его клубу добыть первую победу в турнире.
В 2016 году перешёл в «Полтаву», за которую дебютировал 3 сентября 2016 года, выйдя на замену на 71 минуте, вместо Егора Иванова, в матче против «Нефтяника» из Ахтырки. В следующих матчах стал основным игроком, и 18 сентября 2016 года, отдал пас и забил свой первый гол в ворота «Буковины», который позволил его команде добыть волевую победу. 19 ноября 2016 года сделал первый дубль в карьере в ворота «Сумы».
Летом 2018 года проходил просмотр в киевском «Динамо», но в итоге перешёл в «Олимпик», где с 8 голами стал лучшим бомбардиром команды в сезоне. Покинул «Олимпик» летом 2019 года на правах свободного агента. 18 июля 2019 года перешёл в черниговскую «Десну».

## Достижения
- Серебряный призёр Первой лиги Украины: 2017/18
- Бронзовый призёр Первой лиги Украины: 2013/14